# Architectures et bâtiments remarquables des Pays d'Oc
L'architecture traditionnelle occitane est caractérisée par la majorité des toits en tuiles canal ou en tuiles romanes qui sont toutes deux héritières de l'imbrex romaine.[réf. nécessaire] L'usage de l'ardoise est liée à la richesse historique du sous-sol ainsi qu'au climat plus rude des Pyrénées et du Massif central.[réf. nécessaire] Les usages ruraux et familiaux, ainsi que les différents climats et le choix de matériaux disponibles ont participé à la diversité architecturale traditionnelle de l'Occitanie.[réf. nécessaire] Certains types architecturaux sont répandus dans plusieurs régions occitanes tandis que d'autres sont plus localisés.[réf. nécessaire] Des constructions plus récentes sont nées d'une volonté politique  ou en s'inspirant de maisons traditionnelles pour construire des villas pour de riches propriétaires (maisons basco-landaises, Folies…).[réf. nécessaire]

## Les spécificités régionales

### Auvergne
- Les maisons auvergnates sont de styles très variés. Les toitures de tuiles et toitures de lauzes cohabitent. Les vieilles demeures sont souvent flanquées d'une tour ronde ou carrée. Les murs sont de pierre de grande taille en basalte noir. Très souvent aussi de la caillasse ramassée dans les champs et noyée dans les lits de mortier de chaux. Il existe aussi des maisons à pans de bois.

### Aquitaine
Maisons:
- La maison béarnaise: avec des zones de plaines et de hautes vallées pyrénéennes, la typologie de l’habitat du Béarn a connu de fortes disparités. L'architecture des montagnes béarnaises a recours aux gros galets charriés par les gaves et noyés dans le mortier. Le toit est couvert de grosses ardoises irrégulières.

- La maison landaise traditionnelle à colombage. Sous les pins des Landes les maisons sont basses, rectangulaires, à pans de bois (multitude verticale des colombes), hourdies de briques laissées à nu, enduites ou chaulées.

Architecture balnéaire:
- L'architecture basco-landaise est un style architectural créé à Hossegor (Landes) entre 1900 et 1940. Ce style s'est imposé sur la côte basque et la côte gasconne, s'inspirant de la maison traditionnelle de la province du Labourd, et de celle des Landes, pour construire les villas des riches villégiateurs.

### Languedoc
- La maison du midi toulousain peut être entièrement construites en brique. Lorsque la brique n'est pas nue, le mur est enduit dans une tonalité ocre jaune ou gris chaud. Les ouvertures varient en hauteur d'un étage à l'autre. Il y a souvent un étage d'attique à fenêtres réduites. Les toitures sont peu pentues et couvertes de tuiles canal.

- La maison quercynoise est une maison en hauteur comprenant un rez-de-chaussée souvent voûté, un étage d'habitation et un second étage utilisé comme grenier et comme séchoir à tabac. Les éléments décoratifs de la maison quercynoise sont l'escalier extérieur en pierre, son perron, parfois abrité par un auvent, le bolet, et le pigeonnier, presque toujours de forme quadrangulaire et de type "suspendu".

- Les maisons sur le causse du Bas-Languedoc, Causses et Cévennes. Ce sont des fermes à salle haute. Les murs de pierre irrégulière sont percés de petites ouvertures. On accède à l'habitat par un escalier qui forme pont au-dessus de la grange, de l'étable ou de la cave. Un deuxième étage pouvait être réservé à la Magnanerie(lieu d'élevage du ver à soie).

## Les bâtiments remarquables du Midi

### Auvergne
Architecture gothique:
- Cathédrale Notre-Dame-de-l'Assomption de Clermont

### Aquitaine
Architecture néogothique:
- Basilique de l'Immaculée-Conception de Lourdes

### Dauphiné
Architecture romane:
- Cathédrale Saint-Apollinaire de Valence

### Languedoc
Architecture baroque:
- Basilique Notre-Dame des Tables

Architecture gothique méridional:
- Cathédrale Saint-Maurice de Mirepoix
- Cathédrale Sainte-Cécile d'Albi
- Cathédrale Saint-Étienne de Toulouse

Architecture militaire:
- Cité de Carcassonne

Architecture romane:
- Basilique Saint-Sernin de Toulouse

### Limousin
Architecture gothique:
- Cathédrale Saint-Étienne de Limoges

### Provence
Architecture romane:
- Abbaye de Lérins
- Abbaye de Sénanque
- Abbaye de Silvacane
- Abbaye du Thoronet
- Basilique Notre-Dame-de-la-Garde
- Cathédrale Sainte-Marie-Majeure de Marseille

Architecture classique:
- Château de Sauvan
- Palais du Pharo

Style néo-russe:
- Cathédrale Saint-Nicolas de Nice

 (juin 2016).
Les informations dans cet article sont mal organisées, redondantes, ou il existe des sections bien trop longues. Structurez-le ou soumettez des propositions en page de discussion.
Avec le temps, il arrive que le contenu présent dans un article devienne désordonné. Il est souvent nécessaire de réorganiser l'article de fond en comble.
- Il faut tout d’abord répartir le contenu de l'article en plusieurs sections. Les informations doivent ensuite être exposées clairement et le plus synthétiquement possible, regroupées par sujet afin d'éviter les doublons. Quelqu'un cherchant une information précise doit pouvoir la trouver rapidement en lisant la section appropriée.
- À l'intérieur de chaque section, le texte, souvent initialement sous la forme de phrases éparses, doit être regroupé dans des paragraphes de quelques lignes, en assurant un enchaînement logique et une cohérence entre les phrases.
- Lorsque l'article ou l'une de ses sections développe trop longuement un point qui n'est pas dans le cœur du sujet traité, il convient de faire une synthèse et de transférer l'ancien contenu dans des articles plus appropriés (en cas de transfert, il faut impérativement respecter la procédure Aide:Scission).

Si vous pensez que ces points ont été résolus, vous pouvez retirer ce bandeau et améliorer le plan d'un autre article.

## Architecture rurale

### Site d'implantation

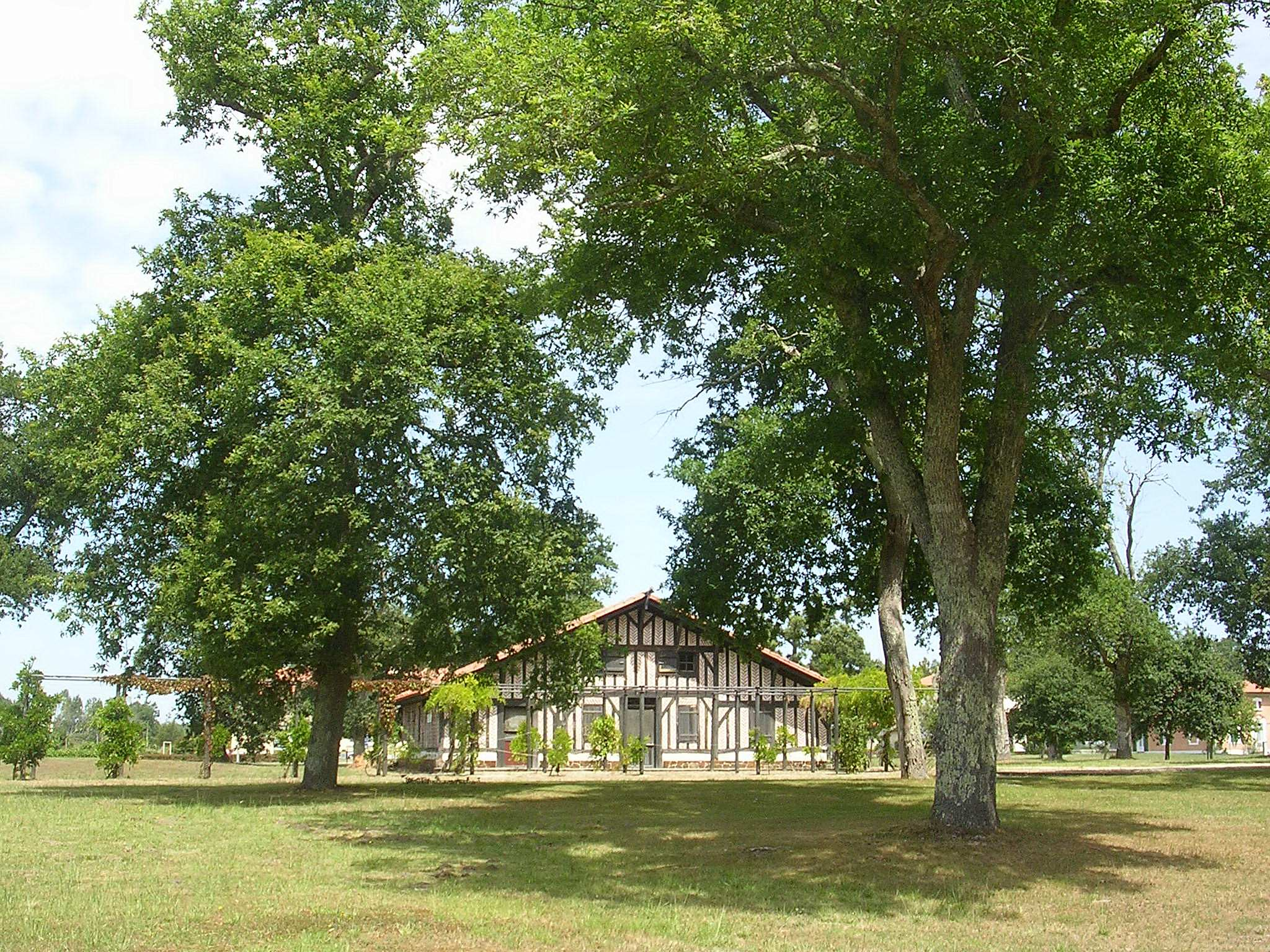
Maison de l'airial à Bias

- L'Airial désigne, dans les Landes de Gascogne, une clairière au cœur du massif forestier, regroupant quelques maisons et leurs dépendances (grange, bergerie, poulailler…).

### Types de maison

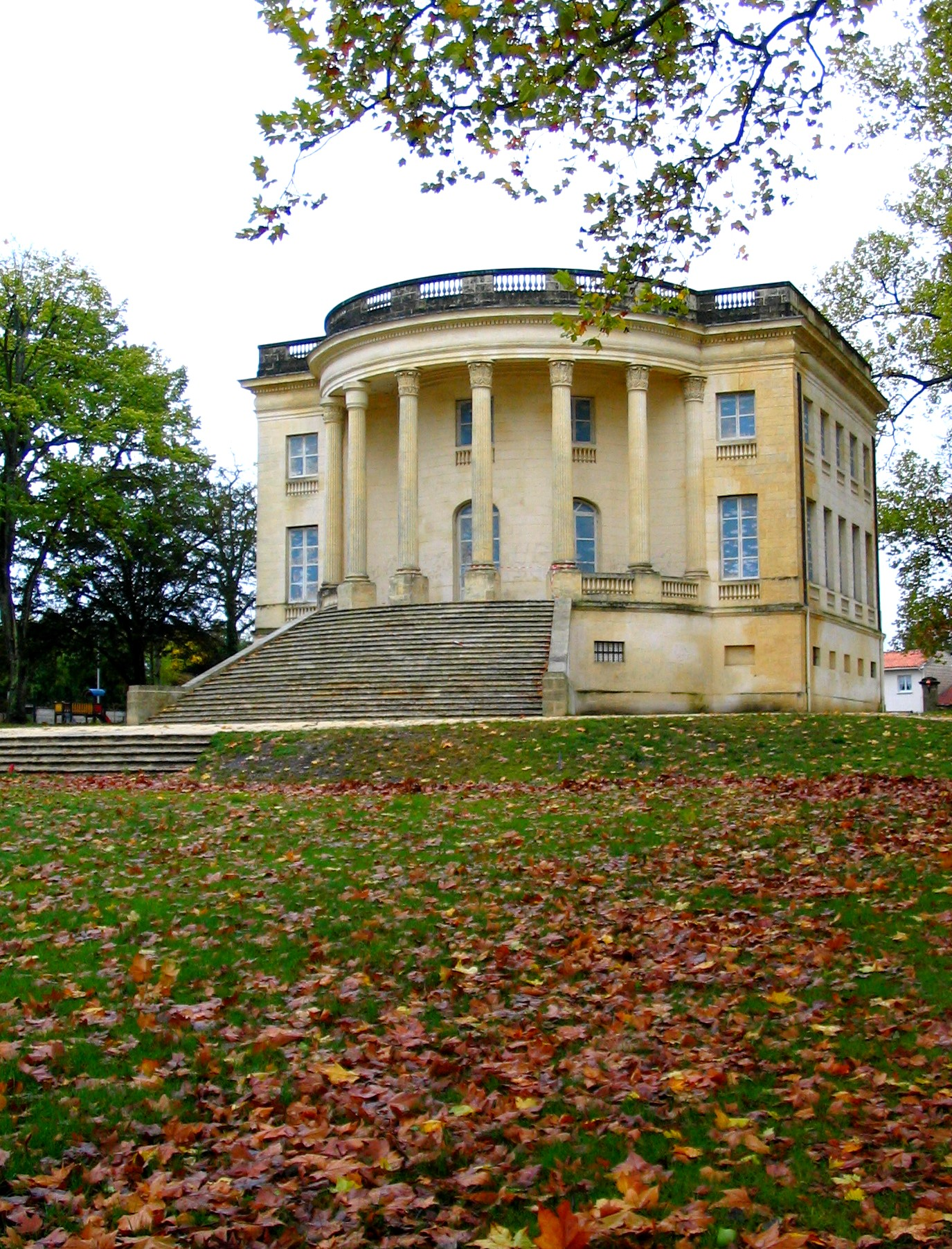
Maison carrée d'Arlac (Folie), 1785-1789, Gironde

- Les bastides sont des maisons provençales qui appartenaient souvent à des Marseillais qui les utilisaient comme lieu de résidence et de villégiature.

- La borie est un « domaine agricole », une « exploitation rurale », une « ferme » ou une « métairie » dans une bonne partie du Sud-ouest (Dordogne, Lot, Aveyron, Tarn, Tarn-et-Garonne, etc.).

- La chartreuse est une longue maison basse isolée. En Gironde et dans le Périgord, ce type de maison de maître qui apparaît au XVIIe siècle. C'est une maison rurale sans étage et souvent liée à l'exploitation de la vigne. Ses éléments architecturaux (recherche de symétrie, moulurations, terrasse à balustres...) la différencient de la simple maison paysanne.

- Les folies est le nom donné aux châteaux de domaines viticoles à Bordeaux et à Montpellier  Folies de Montpellier. La Maison carrée d'Arlac (Gironde) aurait inspiré le modèle de la Maison-Blanche à Washington.

- La longère, est une habitation rurale bâtie en longueur, tournant le dos au vent, avec des matériaux d'origine locale. On en trouve notamment en dans le Cantal, la Lozère ou les Pyrénées ariégeoises. Ce type d'habitat est fortement imprégné de pratiques communautaires.

- Le mas est une ferme bien connue de certaines régions d'Occitanie (Provence, Languedoc, Roussillon, Catalogne).

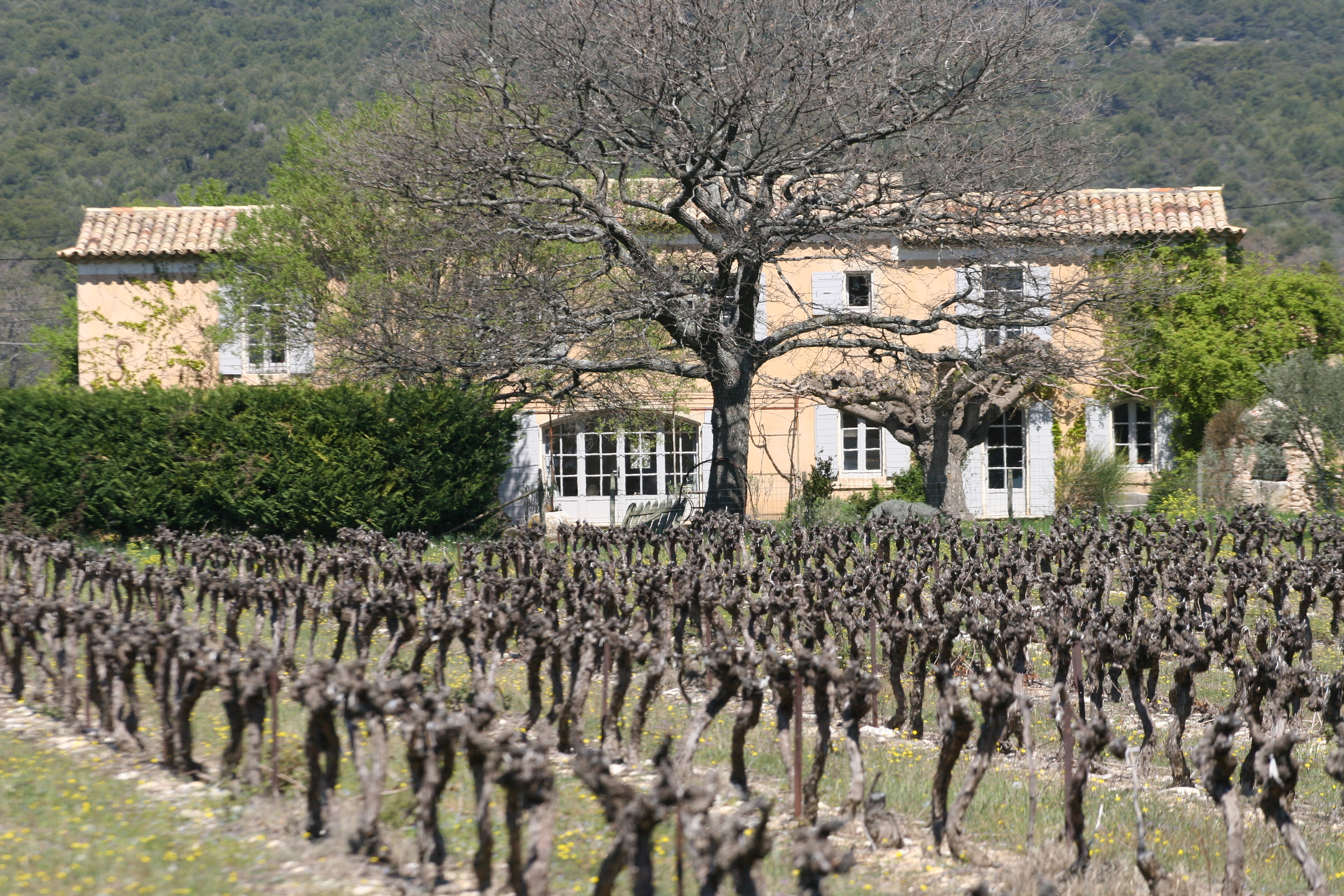
Mas provençal au milieu des vignes.

### Bâtiments annexes

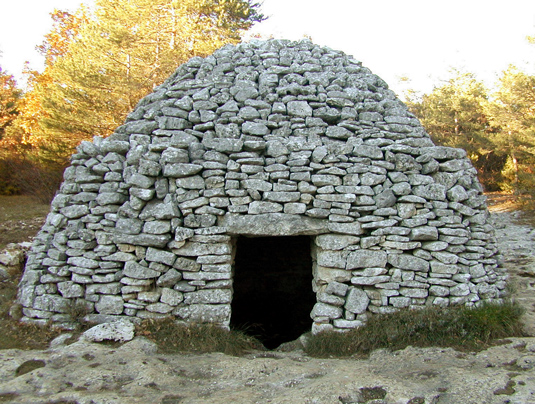
Aiguier de Gayéaux couvert d'une coupole voûtée par encorbellement à Saint-Saturnin-lès-Apt (Vaucluse)

- Un aiguier, dans le Vaucluse, est une citerne creusée dans la roche et voûtée de pierres, servant à recueillir les eaux de ruissellement.

- Le buron est en Auvergne une petite cabane de berger, petite fromagerie.

- Une borie, dans la langue touristique relative à la Provence (en particulier Bouches-du-Rhône, Vaucluse), est une cabane en pierre sèche qui servait de grange, d'écurie ou d'habitation saisonnière à un agriculteur du XIXe siècle dans une parcelle foraine (sur une autre commune) ou trop éloignée de sa ferme.

- La cabane de gardian, logement d'ouvrier agricole dans la Camargue du XIXe siècle, est un bâtiment à la façade en pignon et à la toiture à deux versants couverts en sagne. La partie exposée au mistral est en abside et à croupe de façon à donner le moins de prise possible à celui-ci.

- Une cabane de résinier est un type d'habitat traditionnel des Landes de Gascogne, associé à la pratique du gemmage.

- Une cabane tchanquée est une maison de bois perchée sur pilotis dans le Bassin d'Arcachon, pour surveiller les parcs à huîtres.

- Le cabanon est un abri temporaire qui servait lieu de détente du dimanche en famille des petits paysans provençaux.

- Une caselle est une cabane en pierre sèche servant autrefois d'abri pour les humains ou les animaux ou de resserre à outils dans le haut Quercy, en particulier dans les causses au nord de la vallée du Lot.

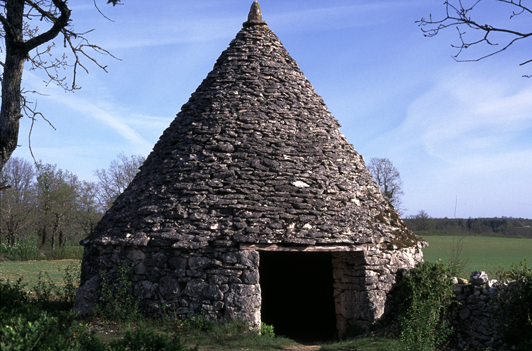
Cabane ou caselle en pierre sèche à Lalbenque (Lot)

- La clède : séchoir à châtaignes en Auvergne et en Languedoc.

- Le clédier est un local à usage de séchoir à fruits caractéristique de plusieurs régions (Limousin, Périgord, Cévennes). Dans cette dernière région, il est parfois appelé séchadour ou clède, le clédier est alors l'homme chargé de porter les châtaignes au séchoir et de veiller à leur dessiccation. Ce type de local est particulièrement présent en Haute-Vienne et en Creuse.

### Ouvrages agricoles
- Les bancaous ou restanques ou faysses sont des terrasses soutenues par des murs de pierres qui sont utilisées pour mettre en valeur les terres les plus pentues.

## Architecture urbaine

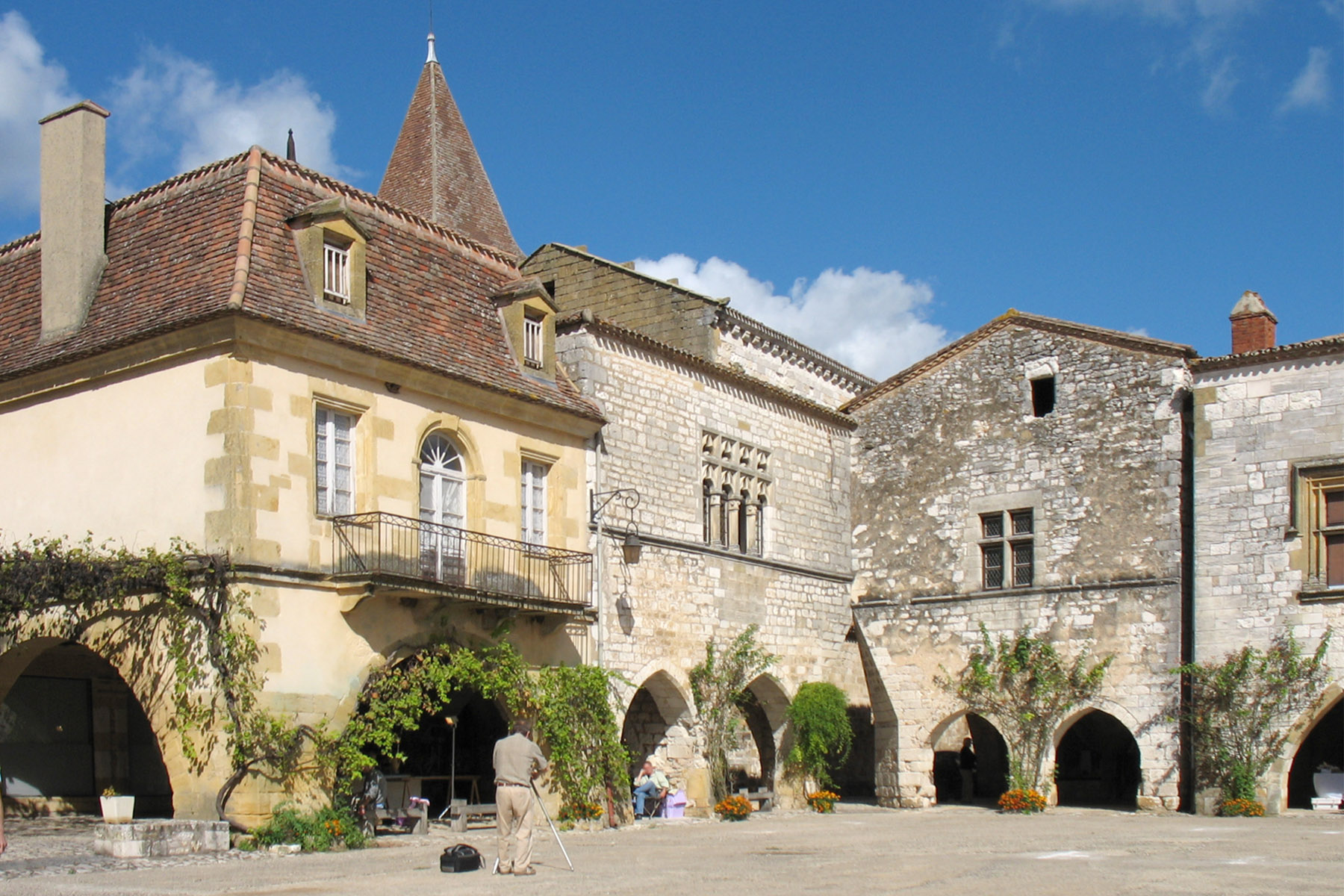
Bastide de Monpazier (Dordogne)

- Les villages bastides ont été créés afin de constituer de nouveaux foyers de population. Les bastides, nombreuses dans l'ouest de l'Occitanie, étaient le plus souvent créées sur initiative du Seigneur ou de l'Église (ou des deux à la fois).

- L'échoppe bordelaise est un type de maison urbaine communément répandu dans la ville de Bordeaux.

## Éléments de décor

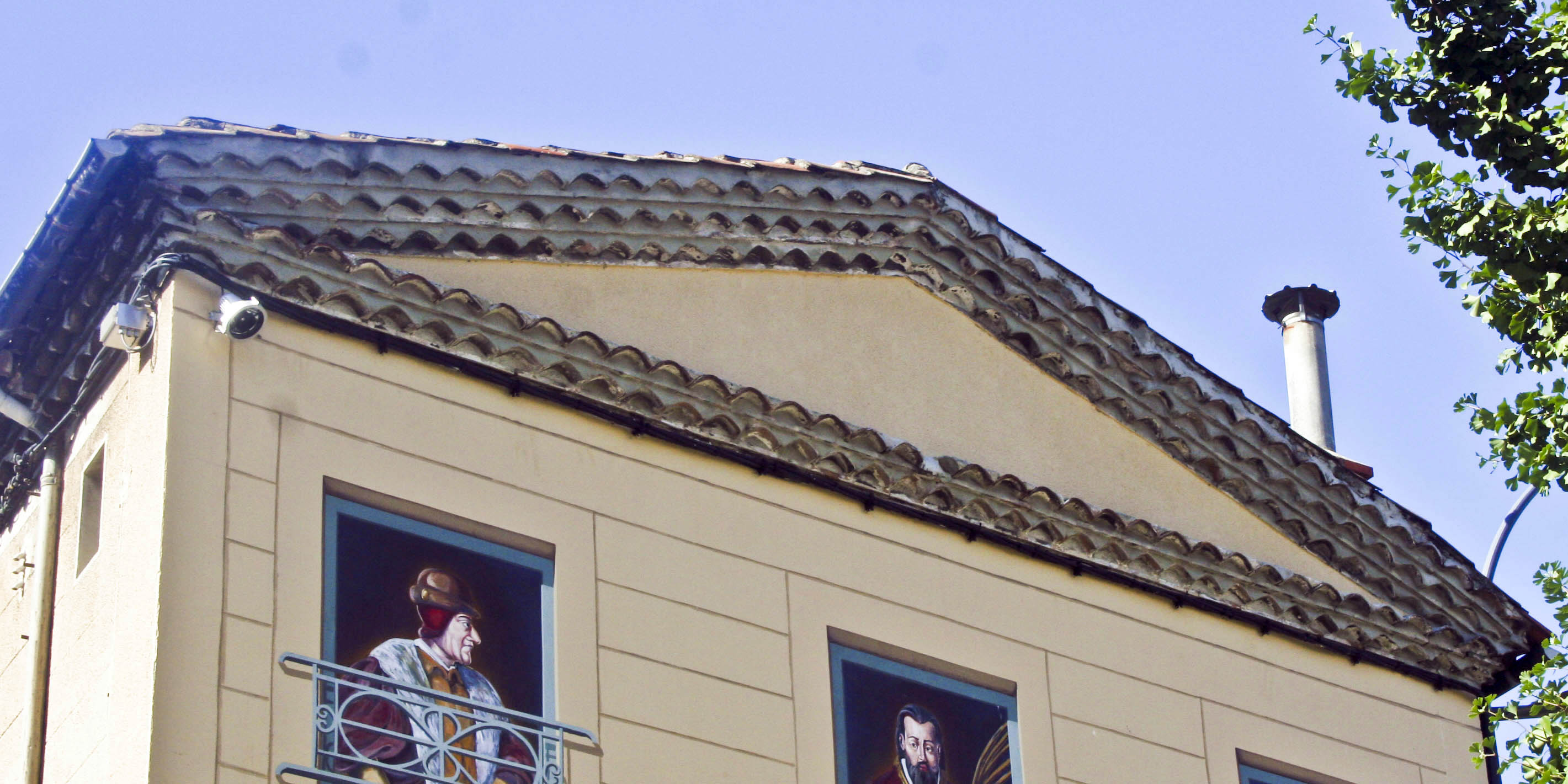
Génoise à trois rangs sous toiture, avec retour horizontal à deux rangs sur pignon, formant fronton, à Valence (Drôme).

- La génoise est une fermeture d'avant-toit formée de plusieurs rangs de tuiles-canal en encorbellement sur le mur. Cette technique, originaire de Gênes est présente dans toute l'Occitanie dans la zone où domine la tuile canal.